# Множество больших тригонометрических сумм
Множество больших тригонометрических сумм — понятие теории чисел — множество индексов, в которых преобразование Фурье характеристической функции заданного подмножества группы принимает достаточно большие значения.
Для удобства изложения далее в статье используется сокращение МБТС, хотя оно не является общепринятым.

## Предпосылки к изучению
В классическом методе тригонометрических сумм часто требуется оценить сверху значение модуля суммы {\displaystyle \sum \limits _{x\in X}{e^{\frac {ax}{n}}}} для некоторого подмножества {\displaystyle X\subset {\mathbb {Z} }_{n}} циклической группы. Если эта сумма имеет малый модуль при всех {\displaystyle a\not \equiv 0{\pmod {n}}}, то из этого можно сделать выводы о равномерности распределения {\displaystyle X} среди непрерывных отрезков вычетов по модулю {\displaystyle n}. Это оказывается верным, например, для множества квадратичных вычетов (и вообще степенных вычетов), дискретных логарифмов последовательных чисел или (для простых {\displaystyle n}) выражений вида {\displaystyle a+a^{-1}}, где {\displaystyle a^{-1}} — обратный элемент {\displaystyle {\mathbb {F} }_{n}} относительно умножения (суммы Клоостермана).
Естественным образом возникает вопрос: если не для всех {\displaystyle a\not \equiv 0{\pmod {n}}} рассматриваемые суммы имеют малый модуль, то для сколь многих {\displaystyle a} этот модуль может быть очень большим, и для каких именно наборов значений {\displaystyle a} это может выполняться? Например, очевидно, что если это выполняется для {\displaystyle a}, то и для {\displaystyle -a} тоже, но возникает вопрос о существовании других таких всеобщих закономерностей, не зависящих от природы множества {\displaystyle X}.
Данный вопрос нашёл широкое рассмотрение в аддитивной комбинаторике, идеей которой и является выявление закономерностей в структуре множеств при минимальных ограничениях на них, а коэффициенты Фурье находят в ней широкое применение.

## Определение
Закономерности, касающиеся МБТС, рассматриваются, как правило, исходя из двух параметров — размера основного множества и границы, по которой отделяются значения тригонометрических сумм. Иногда для удобства границу на тригонометрические суммы записывают не в явном виде, а параметризуют через её отношение к размеру множества (поскольку модуль суммы, очевидно, никогда не больше размера множества). Из-за этого, а также от различной нормировки коэффициентов Фурье, выражения в формулировках определений и теорем у разных авторов могут различаться, но суть исследуемых соотношений остаётся той же.
| Пусть {\displaystyle N} — натуральное число, {\displaystyle A\subset {\mathbb {Z} }_{N}}, {\displaystyle \|A\|=\delta N} Пусть также {\displaystyle {\widehat {A}}(\xi )=\sum \limits _{x\in A}{e^{2\pi {\frac {\xi x}{N}}i}}} обозначает {\displaystyle \xi }-й коэффициент Фурье (не нормированный) характеристической функции {\displaystyle A}. Тогда множества больших тригонометрических сумм с параметром определяются (с точностью до параметра {\displaystyle \alpha }) как {\displaystyle {\mathcal {R}}_{\alpha }={\mathcal {R}}_{\alpha }(A)=\left\lbrace {\xi :\|{\widehat {A}}(\xi )\|\geq \alpha N}\right\rbrace } |

## Некоторые приёмы изучения

### Приближение функции множеством

Изменение индикаторной функции при фильтрации коэффициентов Фурье по различным значениям

Для построения примеров множеств, обладающих МБТС с теми или иными свойствами, часто строятся функции, обладающие соответствующие коэффициентами Фурье, а потом на этом основании констатируется существование множеств, коэффициенты Фурье которых не сильно отличаются от коэффициентов этих функций. Основания для этого даёт следующая лемма, доказательство которой восходит к общей линейно-алгебраической идее и выходит за рамки науки о МБТС.
| Если {\displaystyle f:{\mathbb {Z} }_{N}\to [0;1]}, то существует множество {\displaystyle S\subset {\mathbb {Z} }_{N}} размера {\displaystyle \left\lfloor {\sum \limits _{x}{f(x)}}\right\rfloor } такое, что {\displaystyle \forall r\in {\mathbb {Z} }_{N}:\|{\widehat {S}}(r)-{\widehat {f}}(r)\|\leq 20{\sqrt {N}}} |

### Фильтрация коэффициентов Фурье
Для вывода общих утверждений об МБТС некоторых множеств удобно использовать функции, образованные из индикаторной функции множества фильтрацией коэффициентов Фурье по этому МБТС, то есть такую функцию {\displaystyle f}, что
{\displaystyle {\widehat {f}}(\xi )={\begin{cases}{\widehat {1_{A}}}(\xi )&\xi \in {\mathcal {R}}_{\alpha }(A)\\0&\xi \not \in {\mathcal {R}}_{\alpha }(A)\end{cases}}}
Оказывается, что у таких функций большая часть суммы значений также концентрируется в {\displaystyle A}.

## Свойства

### Размер
Из равенства {\displaystyle \sum \limits _{\xi }{|{\widehat {A}}(\xi )|^{2}}=|A|^{2}} легко получается. что {\displaystyle |{\mathcal {R}}_{\alpha }|<{\frac {\delta }{\alpha ^{2}}}}.
Для некоторых значений {\displaystyle \delta ,\alpha } эта оценка достаточно точна по порядку роста.

#### Пример — квадратичные вычеты
Если {\displaystyle Q_{p}\subset {\mathbb {Z} }_{p}} — множество квадратичных вычетов по простому модулю {\displaystyle p}, {\displaystyle \delta ={\frac {p+1}{2p}},\ \alpha \approx {\frac {1}{2{\sqrt {p}}}}}, то для {\displaystyle |{\mathcal {R}}_{\alpha }(Q_{p})|=p} оценка превращается в неравенство близкое к {\displaystyle |{\mathcal {R}}_{\alpha }(Q_{p})|<2(p+1)}.
С помощью конструкции вида {\displaystyle \bigcup \limits _{s=0}^{k-1}{(sp+Q_{p})}\subset {\mathbb {Z} }_{kp}} эту идею можно обобщить на МБТС с меньшей относительно модуля границей на значение суммы. При этом между оценкой и реальным размером МБТС образуется та же разница.

#### Пример — подряд идущие числа
В примере с квадратичными вычетами величина {\displaystyle \delta ={\frac {p+1}{2p}}\approx {\frac {1}{2}}} близка к фиксированной. Чтобы найти примеры с произвольной величиной {\displaystyle \delta }, достаточно рассмотреть множество {\displaystyle A=\{1,2,\dots ,m\}\subset {\mathbb {Z} }_{N}}, где {\displaystyle m\ll N}.
Тогда {\displaystyle \forall \xi <{\frac {N}{4m}}\forall a\in A:\ \arg \left({e^{2\pi {\frac {\xi a}{N}}i}}\right)<{\frac {\pi }{2}}} (то есть направления векторов, соответствующих {\displaystyle e^{2\pi {\frac {\xi a}{N}}i}}, ограничены довольно узким углом) и поэтому {\displaystyle \forall \xi <{\frac {N}{4m}}:|{\widehat {A}}(\xi )|\gg {\frac {m}{2}}}, так что верна оценка снизу {\displaystyle |{\mathcal {R}}_{\frac {m}{2N}}(A)|\geq \left\lfloor {\frac {N}{4m}}\right\rfloor }. Более того, так как {\displaystyle |{\widehat {A}}(\xi )|=|{\widehat {A}}(-\xi )|}, то верно даже, что {\displaystyle |{\mathcal {R}}_{\frac {m}{2N}}(A)|\geq \left\lfloor {\frac {N}{2m}}\right\rfloor }
Однако при {\displaystyle \delta ={\frac {m}{N}},\ \alpha ={\frac {m}{2N}}} оценка сверху превращается в неравенство {\displaystyle |{\mathcal {R}}_{\alpha }(A)|\leq 4{\frac {N}{m}}}.
Получается, что {\displaystyle \left\lfloor {\frac {N}{2m}}\right\rfloor \leq |{\mathcal {R}}_{\alpha }(A)|\leq 4{\frac {N}{m}}} и оценка сверху также точна до умножения на константу.

### Структура
Степень структурированности МБТС в разных смыслах может быть оценена достаточно точна когда они достаточно велики. В случае, когда они имеют малый размер, МБТС могут быть вполне произвольными.

#### Аддитивная энергия
С одной стороны, МБТС допускают нижнюю оценку на аддитивную энергию любого своего подмножества.
| Если {\displaystyle B\subset {\mathcal {R}}_{\alpha }}, то {\displaystyle T_{k}(B)\gg _{k}{\frac {\alpha ^{2k}}{\delta ^{2k-1}}}\|B\|^{2k}} |

Достаточно похожим образом оценить энергию множеств вида {\displaystyle B'\subset {\mathcal {R}}_{\alpha }\setminus {\mathcal {R}}_{2\alpha }} и просуммировать результаты по значениям {\displaystyle \alpha ,2\alpha ,4\alpha ,\dots }
Для оценки энергии {\displaystyle B'} используется функция. коэффициенты Фурье которой суть коэффициенты {\displaystyle 1_{A}}, отфильтрованные по {\displaystyle B'}. Так как, из общих соображений, значения такой функции очень насыщены в {\displaystyle A}, то достаточно с помощью серии неравенств Гёльдера и операций со свёртками оценить эту насыщенность через конструкцию {\displaystyle \sum \limits _{u}{{{\Bigg \vert }{\sum \limits _{r}{{\widehat {f}}(r){\overline {{\widehat {f}}(r-u)}}}}{\Bigg \vert }}^{2}}} и некий множитель, зависящий от {\displaystyle |A|} (то есть от {\displaystyle \delta }). Конструкция же {\displaystyle \sum \limits _{u}{{{\Bigg \vert }{\sum \limits _{r}{{\widehat {f}}(r){\overline {{\widehat {f}}(r-u)}}}}{\Bigg \vert }}^{2}}}, благодаря вычитанию {\displaystyle {\mathcal {R}}_{2\alpha }} из {\displaystyle B'} (то есть благодаря условию на оценку {\displaystyle {\widehat {f}}(\xi )} сверху), оценивается сверху через величину аддитивной энергии (с некоторым добавочным множителем).
С другой стороны, при некоторых дополнительных (не слишком сильных) условиях на параметры {\displaystyle k,\alpha ,\delta } существует множество {\displaystyle A}, для которого верна и верхняя оценка {\displaystyle T_{k}({\mathcal {R}}_{\alpha })\ll _{k}{\frac {\delta }{\alpha ^{2k}}}}, причём {\displaystyle |{\mathcal {R}}_{\alpha }|\gg {\frac {\delta }{\alpha ^{2}}}}. Это говорит о том, что иногда МБТС могут быть всё-таки достаточно большими и бесструктурными одновременно.
Для построения используется множество {\displaystyle \Lambda }, обладающее специальным образом усиленным свойством диссоциативности.
Само множество {\displaystyle A} определяется как объединение сдвигов {\displaystyle |\Lambda |} различных арифметических прогрессий с разностями {\displaystyle \lambda \in \Lambda }, причём сдвиги выбираются таким образом. чтобы каждая новая добавляемая во множество прогрессия имела с уже построенным множеством как можно меньшее пересечение.
МБТС такого множества содержит в себе объединение такого же количества других арифметических прогрессий (что позволяет говорить о его большом размере) и одновременно с этим само содержится в объединении тех же арифметических прогрессий, только более удлинённых в обе стороны (а это позволяет из общих комбинаторных соображений вывести, что его аддитивная энергия не велика).
В случае, когда {\displaystyle {\mathcal {R}}_{\alpha }} имеет максимально возможный размер, эти оценки (если первую рассматривать для {\displaystyle B={\mathcal {R}}_{\alpha }}) совпадают с точностью до константы, зависящей от {\displaystyle k}. То есть для довольно широкого класса значений параметров {\displaystyle \delta ,\alpha } существуют множества, мера структурированности МБТС которых определена почти однозначно, причём их МБТС оказываются тем более бесструктурны, чем больше в них элементов (чем больше разница между {\displaystyle \delta } и {\displaystyle \alpha }).

#### Аддитивная размерность
Другая изучаемая характеристика — аддитивная размерность МБТС, то есть размер максиимального содержащегося в нём диссоциативного множества. Далее эта величина обозначается как {\displaystyle \dim _{+}({\mathcal {R}}_{\alpha })}.
Чанг в 2002 году доказала, что {\displaystyle \dim _{+}({\mathcal {R}}_{\alpha })\ll {\left({\frac {\delta }{\alpha }}\right)}^{2}\log {\left({\frac {1}{\delta }}\right)}}. Основу доказательства составляло применение неравенства Рудина к функции, образованной из индикаторной функции множества фильтрацией коэффициентов Фурье по {\displaystyle {\mathcal {R}}_{\alpha }}.
В то же время Грин в 2003 году показал, что при условиях
- {\displaystyle \delta \leq {\frac {1}{8}}}

- {\displaystyle \alpha \leq {\frac {\delta }{32}}}

- {\displaystyle {\left({\frac {\delta }{\alpha }}\right)}^{2}\log {\left({\frac {1}{\delta }}\right)}\leq {\frac {\log N}{\log \log N}}}

существует множество {\displaystyle A}, для которого {\displaystyle \dim _{+}({\mathcal {R}}_{\alpha })\gg {\left({\frac {\delta }{\alpha }}\right)}^{2}\log {\left({\frac {1}{\delta }}\right)}}.
То есть при рассмотрении достаточно больших значений сумм аддитивную размерность МБТС также можно оценить достаточно точно.

#### Произвольность
Если МБТС достаточно мало́ по сравнению со своим максимально возможным размером, то общая оценка на аддитивную энергию оказывается тривиальной, то есть не позволяет ничего сказать о внутренней структуре множества.
Оказывается, что в этом случае о ней ничего сказать и нельзя — то есть произвольное множество может быть малым МБТС.
| Теорема (Шкредов) Если - {\displaystyle \delta <{\frac {1}{2}}} - {\displaystyle 20{\frac {1}{\sqrt {N}}}<\alpha \leq {\frac {\delta }{2}}} - {\displaystyle \|S\|\leq {\frac {\delta }{2\alpha }}} - {\displaystyle S=-S} то {\displaystyle \exists A:\ \|A\|=\left\lfloor {\delta N}\right\rfloor } и {\displaystyle {\mathcal {R}}_{\alpha }(A)=S} |

Достаточно рассмотреть функцию {\displaystyle f} такую, что
{\displaystyle {\widehat {f}}(\xi )={\begin{cases}\delta &\xi =0\\2\alpha &\xi \in S\setminus \{0\}\\0&\xi \not \in S\end{cases}}}
и применить лемму о приближении её коэффициентов Фурье через коэффициенты Фурье индикаторной функцию множества.
Основным ограничением здесь служит {\displaystyle |S|\leq {\frac {\delta }{2\alpha }}} — остальные обусловлены общей природой тригонометрических сумм.
Ограничение на размер может быть ослаблено до {\displaystyle |S|\leq {\frac {\delta }{\alpha }}\log {\frac {1}{\delta }}} если добавить условие на то, что {\displaystyle S} обладает некоторым свойством, являющимся вариацией диссоциативности.

#### Связь между МБТС разных множеств
МБТС множеств размера {\displaystyle \left\lfloor {\frac {N}{2}}\right\rfloor } (половина размера группы) в некотором смысле покрывают структуру всех остальных МБТС.
| Теорема (Грин) Если {\displaystyle \alpha \geq 80{\frac {1}{\sqrt {N}}}}, то для всякого {\displaystyle A\subset {\mathbb {Z} }_{N}} существует {\displaystyle B\subset {\mathbb {Z} }_{N}} такое, что {\displaystyle \|B\|=\left\lfloor {\frac {N}{2}}\right\rfloor } и {\displaystyle {\mathcal {R}}_{\alpha }(A)\subset {\mathcal {R}}_{\frac {\alpha }{4}}(B)} |

## Обобщения
МБТС могут изучаться не только для циклических, но и для любых групп если правильным образом обобщить понятие коэффициента Фурье.
Например, для любого {\displaystyle \alpha <{\frac {1}{2}}} и множества {\displaystyle A\subset {\mathbb {Z} }_{2}^{n}} его {\displaystyle \alpha }-МБТС содержит в себе подгруппу размера {\displaystyle {}^{\left({\frac {1}{\alpha ^{3}}}\right)}2} (последнее выражение означает тетрацию).

## Приложения
Чанг применила оценки на аддитивную размерность МБТС к улучшению оценок в теореме Фреймана.